# Comden and Green
Comden and Green, composé d'Adolph Green et de Betty Comden est un duo de scénaristes, de dramaturges et de paroliers américains, connus pour leurs comédies musicales Chantons sous la pluie, Tous en scène, Un jour à New York.

## Histoire
Comden et Green commencent à écrire et à jouer leurs propres textes comiques satiriques au sein d'un groupe appelé « The Revuers ».
En 1944, Comden et Green travaillent sur leur premier spectacle On the Town, une comédie musicale à Broadway. En 1949, la comédie musicale est adaptée en film sous le nom même nom On the Town (Un jour à New York en français).
En 1981, le duo est admis au Theater Hall of Fame (en), le temple de la renommée du théâtre américain.
En 1991, ils reçoivent la distinction honorifique du Kennedy Center Honors.
En 2002, la Dramatists Guild (en) leur décerne The Dramatists Guild Lifetime Achievement Award, un prix qui récompense l'ensemble de la carrière d'un auteur de théâtre,.